# 云屏镇
云屏镇，是中华人民共和国甘肃省陇南市两当县下辖的一个乡镇级行政单位。
2016年，甘肃省民政厅批复同意撤销云屏乡，设立云屏镇。

## 行政区划
云屏镇下辖以下地区：
店子村、黄各达村、庙湾村、棉老村、皮良村、街道村、铁门村、化坪村、索罗村、火地村、黄崖村、元山村、大坪村、广金村、松坪村、炉坪村、龙王庙村、东河庙村、响水村和常河村。